# Região Geográfica Intermediária de Santarém
A Região Geográfica Intermediária de Santarém é uma das sete regiões intermediárias do estado brasileiro do Pará e uma das 134 regiões intermediárias do Brasil, criadas pelo Instituto Brasileiro de Geografia e Estatística (IBGE) em 2017. É composta por 19 municípios, distribuídos em três regiões geográficas imediatas.
Sua população total estimada pelo Instituto Brasileiro de Geografia e Estatística (IBGE) para 1º de julho de 2018 é de 952 434 habitantes, distribuídos em uma área total de 439 666,606 km².
Santarém é o município mais populoso da região intermediária, com 331 937 habitantes, de acordo com estimativas de 2022 do Instituto Brasileiro de Geografia e Estatística (IBGE).

## Regiões geográficas imediatas
Esta região geográfica abrange 19 municípios distribuídos em 3 subregiões imediatas:
| Região geográfica imediata | Municípios                                                           | População Estimativa 2018 | Área (km²)  |
| -------------------------- | -------------------------------------------------------------------- | ------------------------- | ----------- |
| Santarém                   | Alenquer Belterra Mojuí dos Campos Monte Alegre Prainha Santarém     | 480 539                   | 83 870,007  |
| Itaituba                   | Aveiro Itaituba Jacareacanga Novo Progresso Placas Rurópolis Trairão | 250 728                   | 196 768,723 |
| Oriximiná                  | Curuá Faro Juruti Óbidos Oriximiná Terra Santa                       | 221 167                   | 159 027,876 |
| Total                      | 19                                                                   | 952 434                   | 439 666,606 |